# Поздрав из земље Сафари
Поздрав из земље Сафари је трећи студијски албум рок групе Забрањено пушење, објављен 1987. године у издању дискографске куће Дискотон. Албум је снимљен у јануару и фебруару 1987. године у студију 1 РТВ Сарајево, а миксан фебруара 1987. у студију Олимпик у Лондону.

## Списак песама
Референца: Discogs
| №  | Назив           | Аутор(и)                   | Аранжман       | Трајање |  |
| 1. | Хаџија или бос  | Давор Сучић Ненад Јанковић | Сучић          | 4:13    |  |
| 2. | Пробушени долар | Сучић                      | Сучић          | 4:08    |  |
| 3. | Мурга Дрот      | Сучић Јанковић             | Сучић Јанковић | 4:05    |  |
| 4. | Добри јарани    | Сучић Џон Ленон            | Сучић          | 3:22    |  |
| 5. | Дан Републике   | Сучић Јанковић             | Сучић          | 3:43    |  |

| №  | Назив                             | Аутор(и)                   | Аранжман             | Трајање |  |
| 1. | Балада о Пишоњи и Жуги            | Сучић Јанковић             | Сучић Јанковић       | 5:29    |  |
| 2. | Манијак                           | Сучић                      | Сучић Јанковић       | 3:07    |  |
| 3. | Посљедња оаза (у лошој форми сам) | Сучић                      | Сучић                | 3:32    |  |
| 4. | Срце, руке и лопата               | Сучић Јанковић             | Сучић                | 4:34    |  |
| 5. | Метеор                            | Горан Грбић Сучић Јанковић | Грбић Сучић Јанковић | 3:56    |  |

## Извођачи и сарадници
Пренето са омота албума.
| Забрањено пушење - Дражен Јанковић – клавијатуре, пратећи вокал - Огњен Гајић – саксофон, флаута - Давор Сучић – ритам гитара, пратећи вокал - Предраг Ковачевић – електрична гитара - Јадранко Џихан – клавијатуре, пратећи вокал - Дарко Остојић – бас-гитара, пратећи вокал - Емир Кустурица – бас-гитара - Фарис Араповић – бубњеви - Ненад Јанковић – вокал Гостујући музичари - Предраг Бобић (наведен као Драган Бобић) – бас-гитара, пратећи вокал - Владо Џихан – клавир, тромбон - Горан Петрановић – пратећи вокал - Љиља Кошпић – пратећи вокал - Горан Грбић – гудачки квинтет - Миливоје Марковић – гудачки квинтет - Тихомир Јакшић – гудачки квинтет - Владимир Крнетић – гудачки квинтет - Жељко Несторов – гудачки квинтет | Продукција - Свен Рустемпашић – продукција - Тоби Алингтон – инжењеринг звука (Олимпик Студио у Лондону) - Рајко Бартула – снимање - Горан Мицић – ассистант сниматеља - Миро Пуриватра – извршна продукција Дизајн - Зенит Ђозић – дизајн - Кемал Хаџић – фотографија |